# Орта-Кесек-Отаркой
Орта́-Кєсє́к-Отарко́й (крим. Orta Kesek Otarköy) — скасоване село в Бахчисарайському районі Автономної Республіки Крим, включене до складу Фронтового, зараз східна частина села, розташовувалося на лівому березі річки Бельбек.

## Історія
Судячи з назви — Орта-Кесек-Отаркой, що перекладається, як Середня частина Отаркою — в останній період Кримського ханства, це була усього лише ділянка великого села Отаркой, але вже в «Камеральному Описі Криму 1784 року», у Мангупському кадиликі Бахчисарайського каймаканства значаться поруч 2 села Отар. Після анексії Криму Російською імперією 19 квітня 1783 года, 19 лютого 1784 року іменним указом Катерини II сенату, на території колишнього Кримського Ханства була утворена Таврійська область і село було приписано до Сімферопольського повіту. Після Павловських реформ, з 1796 по 1802 рік, входило в Акмечетський повіт Новоросійської губернії. За новим адміністративним поділом, після створення 8 жовтня 1802 року Таврійської губернії, Орта-Кесек-Отаркой було включено до складу Чоргунської волості Сімферопольського повіту.
За «Відомостями про всі селища в Сімферопольському повіті, які складені з показань в якій волості скільки числом дворів і душ» від 9 жовтня 1805 року, в Орта-Кісек налічувалося 20 дворів, у яких проживали 102 особи кримських татар і 39 циган. На військово-топографічній карті генерал-майора Мухіна 1817 року в одному загальному селі Отаркой позначено 45 дворів. Після реформи волосного поділу 1829 року Орта-Кісек-Отаркой, згідно «Відомостям про казенні волості Таврійської губернії 1829 року», віднесли до Дуванкійської волості (перетвореної з Чоргунської). На карті 1842 року Орта-Кесек-Отаркой позначено з 24 дворами.
У 1860-х роках, після Земської реформи Олександра II, село залишилося в складі перетвореної Дуванкійської волості. Згідно «Списку населених місць Таврійської губернії за відомостями 1864 року», складеному за результатами VIII ревізії 1864 року, Орта-Кісек-Отаркой — кримськотатарське село з 37 дворами, 145 жителями і мечеттю при річці Бельбек. На трьохверстовій карті Шуберта 1865—1876 року, у селі Отар-Кісек-Отаркой позначено 33 двори. На 1886 рік в селі Орта-Кісек-Отаркой, згідно з довідником «Волості і важливі поселення Європейської Росії», проживало 257 чоловік в 53 домогосподарствах, діяли мечеть і лавка. В «Пам'ятній книзі Таврійської губернії 1889 року», за результатами Х ревізії 1887 року, у селі Орта-Кісек-Отаркой значилося 59 дворів і 315 жителів. На верстовій карті 1889—1890 року в селі 45 дворів з лише кримськотатарським населенням.
Після Земської реформи 1890-х років село залишилися в складі перетвореної Дуванкійської волості. Згідно «Пам'ятній книжці Таврійської губернії на 1892 рік», у селі Орта-Кісек-Отаркой, яке входило в Дуванкійське сільське суспільство, значилося 323 жителя в 57 домогосподарствах, які володіли 766 десятинами землі. За «Пам'ятною книжкою Таврійської губернії на 1902 рік» в селі Орта-Кісек-Отаркой, яке входило в Дуванкійське сільське суспільство, значилося 334 жителя в 46 домогосподарствах. У 1913 році в селі велося будівництво мектеби. За «Статистичним довідником Таврійської губернії. Ч. II-а. Статистичний нарис, випуск шостий Сімферопольський повіт, 1915 рік», у селі Орта-Кісек-Отаркой Дуванкійської волості Сімферопольського повіту значилося 75 дворів з кримськотатарським населенням в кількості 560 осіб приписних жителів і 12 — «сторонніх». Сільське господарство мало 80 коней, 14 волів, 40 коров, 36 лошат і телят та 360 голів дрібної худоби..
Після окупації Криму більшовиками, за постановою Кримревкома від 8 січня 1921 була скасована волосна система і село увійшло до складу Бахчисарайського району Сімферопольського повіту, а в 1922 році повіти отримали назву округів. 11 жовтня 1923 року, згідно з постановою ВЦВК, в адміністративний поділ Кримської АРСР були внесені зміни, у результаті яких був створений Бахчисарайський район і село включили до його складу. Згідно зі Списком населених пунктів Кримської АРСР по Всесоюзного перепису 17 грудня 1926 року, у селі Орта-Кесек-Отаркой, Біюк-Отаркойскої сільради Бахчисарайського району, значилося 93 двори, всі селянські, населення становило 366 осіб (176 чоловіків та 190 жінок). У національному відношенні враховано: 357 кримських татар і 9 росіян. За даними Всесоюзного перепису населення 1939 року в селі проживало 218 чоловік. Надалі в доступних джерелах не зустрічається — можливо, переживши війну — в 1941 році через село проходила перша лінія оборони міста Севастополя і депортацію в 1944 році кримських татар, які залишилися, спорожніле село злили з таким же спорожнілим Біюк-Отаркоєм з назвою Отаркой (далі в документах не зустрічається).

### Динаміка кількості населення
| Роки      | 1805 | 1864 | 1886 | 1887 | 1892 |
| --------- | ---- | ---- | ---- | ---- | ---- |
| Населення | 102  | ▲145 | ▲257 | ▲315 | ▲323 |
| Роки      | 1902 | 1915 | 1926 | 1939 |      |
| Населення | ▲334 | ▲560 | ▼366 | ▼218 |      |